# Santana (음반)
《Santana》는 미국의 라틴 록 밴드 산타나의 데뷔 스튜디오 음반이다. 이 음반은 1969년 8월 30일에 발매되었다. 음반 길이의 절반 이상이 원래 순수하게 자유로운 형태의 잼 밴드로 녹음된 기악곡으로 구성되어 있다. 매니저 빌 그레이엄의 제안에 따라, 밴드는 더 많은 영향을 받기 위해 더 많은 전통적인 노래를 작곡하는 것에 착수했지만, 음악에서 즉흥 연주의 본질을 가까스로 유지했다.
이 음반은 그 해 8월 초 우드스톡 페스티벌에서 이 밴드의 공연에 힘입어 주요 발매작이 될 운명이었다. 이 음반의 첫 번째 싱글인 〈Jingo〉는 큰 성공을 거두지 못했지만, 이 음반에서 두 번째 싱글인 〈Evil Ways〉는 미국 톱 10 히트 (9위까지 도달)였다. 이 음반은 빌보드 200 차트에서 4위, 영국 음반 차트에서 26위로 정점을 찍었다. 그것은 스테레오와 4채널로 혼합되어 발매되었다. 이 음반 커버는 리 콘클린이 만들었다.

## 평가
| 전문가 평가                   | 전문가 평가 |
| 평가 점수                     | 평가 점수   |
| 출처                          | 점수        |
| ----------------------------- | ----------- |
| AllMusic                      | [ 1 ]       |
| Encyclopedia of Popular Music | [ 2 ]       |
| Q                             | [ 3 ]       |
| Rolling Stone                 | [ 4 ]       |
| The Rolling Stone Album Guide | [ 5 ]       |
| The Village Voice             | C−          |

《롤링 스톤》을 위한 현대 리뷰에서, 랭던 위너는 산타나를 "공허한 기술의 걸작"이자 "실제 콘텐츠가 없는 쾌속 괴짜의 즐겁고 쿵쿵거리는 광적인 음악"이라고 혹평했다. 그는 무능한 리듬과 무의미한 가사의 단조로움 속에서 로리와 산타나의 반복적인 상상을 초월하는 연주를 발견하면서, 음악의 효과를 "의미 없는 하이라이트를 주는" 메스암페타민에 비유했다. 《빌리지 보이스》의 비평가 로버트 크리스트가우는 위너의 감정을 "미국 음악의 메트라인 학파에 대한 재구성되지 않은 반대입니다. 시끄럽네요."
회고적인 《롤링 스톤》 리뷰는 《Santana》가 "매순간 가슴에서 우러나오는 야망, 영혼 그리고 절대적인 확신을 가지고 흥분"한다는 것을 발견하면서 더 열광적이었다. 2003년, 이 잡지는 《Santana》를 2012년 수정된 음반 목록에서 149위로 올려, 역사상 가장 위대한 음반 500장 목록에서 150위에 올랐다.

## 곡 목록
모든 곡들은 특별한 언급이 없는 한 카를로스 산타나, 그렉 롤리, 호세 아라스, 데이비드 브라운, 마이클 카라벨로 그리고 마이클 슈리브에 의해 작사/작곡하였다.
| #  | 제목               | 작사·작곡            | 재생 시간 |
| -- | ------------------ | -------------------- | --------- |
| 1. | 〈Waiting〉 (기악) |                      | 4:03      |
| 2. | 〈Evil Ways〉      | 클래런스 "소니" 헨리 | 3:54      |
| 3. | 〈Shades of Time〉 | 산타나, 롤리         | 3:14      |
| 4. | 〈Savor〉 (기악)   |                      | 2:47      |
| 5. | 〈Jingo〉          | 바바툰드 올라툰지    | 4:21      |

| #  | 제목                      | 작사·작곡                           | 재생 시간 |
| -- | ------------------------- | ----------------------------------- | --------- |
| 6. | 〈Persuasion〉            |                                     | 2:33      |
| 7. | 〈Treat〉 (기악)          |                                     | 4:43      |
| 8. | 〈You Just Don't Care〉   |                                     | 4:34      |
| 9. | 〈Soul Sacrifice〉 (기악) | 산타나, 롤리, 브라운, 마르쿠스 말론 | 6:37      |